# Moby Dick (programma televisivo)
Moby Dick (in seguito Moby's) è stato un programma televisivo andato in onda su Italia 1 dal 1996 al 1999, ideato e condotto dal giornalista Michele Santoro.
Il titolo era tratto dall'omonimo romanzo di Herman Melville; il giornalista ha spiegato che l'analogia con la balena bianca "rappresenta l'ambiguità della realtà in cui viviamo: quando sembra di averla a portata di mano ci si accorge che ci sta sfuggendo. E allora la caccia alla balena può essere la caccia alla verità, in cui, di volta in volta, è necessario assumere il ruolo del leviatano o quello del capitano Achab".

## La trasmissione
Il programma ha segnato il debutto di Michele Santoro su una rete Mediaset, avvenuto in seguito all'abbandono della Rai dalla parte del giornalista a causa di una polemica politica con l'allora presidente dell'azienda pubblica Enzo Siciliano. La trasmissione ha esordito il 5 dicembre 1996 su Italia 1, andando a collocarsi nella prima serata del martedì e del giovedì; nelle due diverse giornate venivano trattate rispettivamente tematiche di interesse sociale e politico.
Alla scrittura della trasmissione hanno partecipato gli storici collaboratori di Santoro, Sandro Ruotolo, Riccardo Iacona e Corrado Formigli, insieme a Pietro Suber, Paola Mastrodonato e Paola Salzano. Molti elementi, come ad esempio l'utilizzo del confronto diretto, della disposizione dello studio e degli ospiti ad "arena", così come i collegamenti con le "tele-piazze", erano già stati proposti dai precedenti talk show di Santoro.
Una puntata speciale della terza edizione del programma creò particolari polemiche, andata in onda venerdì 16 aprile 1999 in diretta dal ponte Brankov di Belgrado, proprio durante un conflitto tra le forze della NATO e la Serbia nell'ambito della Guerra del Kosovo, che in quel periodo volgeva al termine. La lunga diretta, denominata TeleMilosevic dai contestatori, intervistava gli operai serbi delle fabbriche bombardate dalla NATO e i civili che presidiavano i ponti con i bersagli al collo, e fu interrotta a causa dei bombardamenti che si verificarono sul luogo.
Forse anche a causa della scarsa vocazione giornalistica di Italia 1, rete votata all'intrattenimento per un pubblico giovane, la trasmissione non riuscì mai ad ottenere grandi risultati d'ascolto, tanto che dalla seconda edizione la puntata del martedì fu cadenzata con ritmo mensile e non più settimanale. Spesso doppiato negli ascolti dal diretto concorrente Pinocchio condotto da Gad Lerner, il programma ha ottenuto alcune vittorie soltanto contro alcuni appuntamenti di TG3 Prima Serata, e per tentare di risollevare le sorti della trasmissione, si tentò anche di introdurre la cronaca nera tra i temi trattati.
Al termine della terza edizione, la cui ultima puntata andò in onda il 27 maggio 1999, Santoro tornò in Rai, rendendo di fatto Moby Dick l'unica sua produzione con Mediaset.
Durante l'estate dello stesso anno, in seconda serata, andarono in onda i reportage con il nome stesso della terza edizione (Moby's), realizzati dai giornalisti del talk show.